# Magnetic Resonance in Chemistry
Magnetic Resonance in Chemistry è una rivista accademica che si occupa di chimica. Nel 2014 il fattore d'impatto della rivista era di 1,179.